# ۵۰۰ گردونه افتخار جهانی

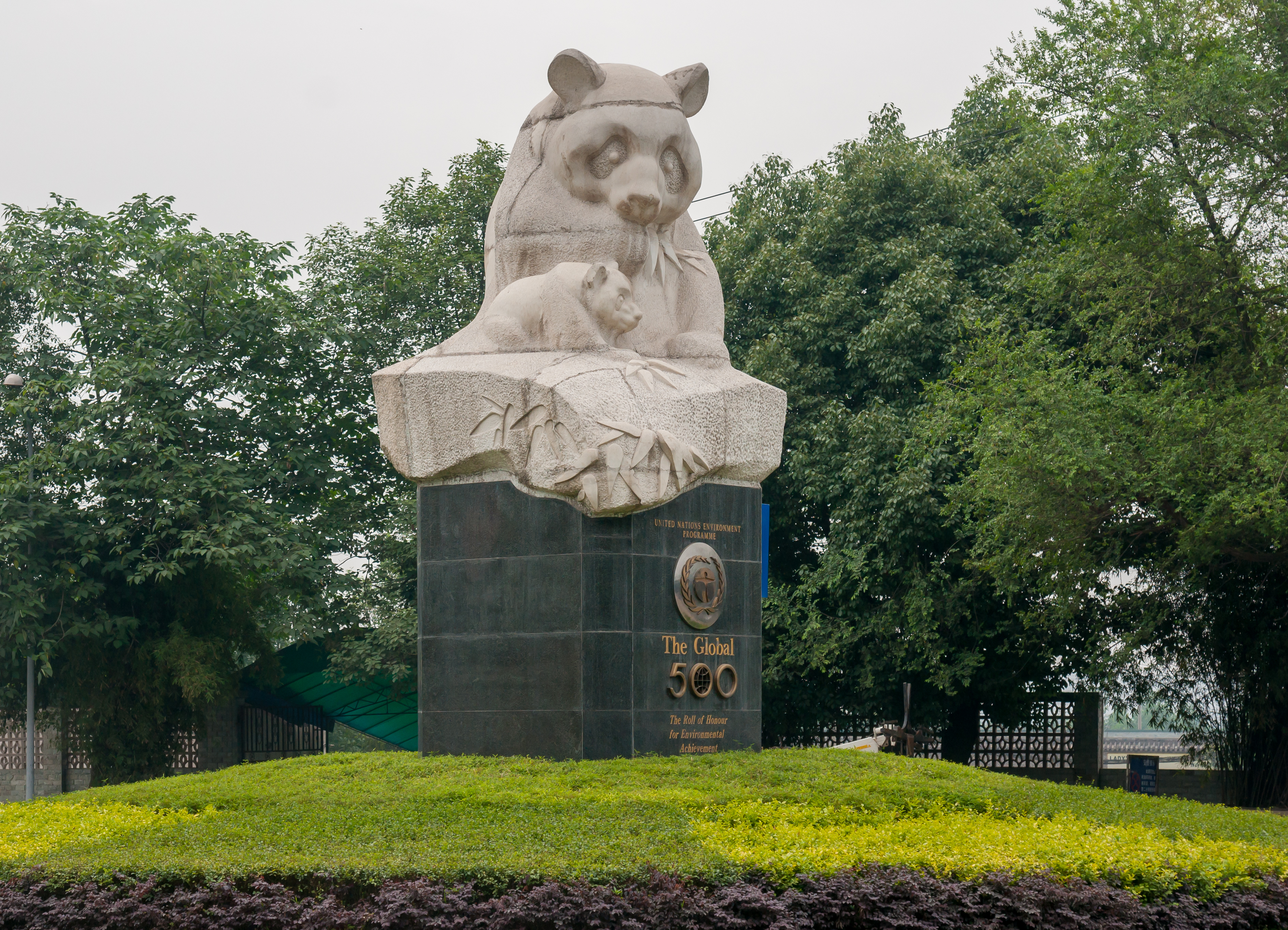
بنای یادبود به منظور قدردانی از پایگاه تحقیقاتی چنگدو پرورش پانداهای غول‌پیکر که جایزه UNEP دریافت می‌کند

جایزه ۵۰۰ گردونهٔ افتخار جهانی (به انگلیسی: Global 500 Roll of Honour)، جایزه‌ای بود که از سال ۱۹۸۷ تا ۲۰۰۳ توسط برنامه محیط زیست سازمان ملل متحد (UNEP) اعطا شد. این جایزه دستاوردهای زیست‌محیطی افراد و سازمان‌ها در سراسر جهان را به رسمیت شناخت. سیستم جانشین جایزه UNEP به نام قهرمانان زمین در سال ۲۰۰۵ آغاز شد.

## برندگان
از شروع این جایزه در سال ۱۹۸۷، بیش از ۷۱۹ فرد و سازمان، در رده بزرگسالان و جوانان، مفتخر به دریافت جایزه جهانی ۵۰۰ شده‌اند. از جمله برندگان برجسته عبارتند از :
- آنیل آگاروال، فعال برجسته محیط زیست از هند
- دیوید آتنبرو، تهیه‌کننده برنامه‌های تلویزیونی زیست‌محیطی
- ایدلیزا بونلی زیست‌شناس دریایی جمهوری دومینیکن که اولین پناهگاه نهنگ عنبر را ایجاد کرد.
- گرو هارلم بروندلند، نخست‌وزیر سابق نروژ
- جیمی کارتر، رئیس‌جمهور سابق ایالات متحده او بعدها برنده جایزه صلح نوبل نیز شد.
- ژاک ایو کوستو، کاشف دریایی فرانسوی
- جین گودال از بریتانیا محقق انسان‌شناس و زیست‌شناس